# Jeffrey Dunn
Jeffrey Dunn, noto anche con lo pseudonimo di Mantas (Newcastle upon Tyne, 22 aprile 1961), è un musicista inglese, conosciuto per essere stato chitarrista della band heavy metal Venom dal 1979 al 1985 e, in seguito al momentaneo abbandono, dal 1988 al 2000.

## Biografia

### Primi anni (1970)
Le sue prime band preferite da ragazzino, negli anni ’70, erano gli Slade, i T-Rex e gli Sweet. A sua detta, gli sono sempre piaciute le band incentrate sulla chitarra. Poi gli venne l’illuminazione, quando ascoltò School's Out di Alice Cooper e successivamente, nel 1973, quando aveva 12 anni e comprò il suo primo vinile che era il singolo Seven Seas of Rhye dei Queen su 45 giri, acquistato con i soldi che guadagnò facendo dei lavoretti per casa. Fu così che avvenne per Jeff la scoperta del rock. Quindi, da allora, andò avanti. In quel periodo si allenava con il Taekwondo e lì c’era un ragazzo che aveva un paio di anni più di lui, con il quale diede vita ai Guillotine (pre-Venom), poiché scoprì di avere in comune l’interesse per le chitarre e così Jeff aveva appena scoperto la chitarra solista. Di solito il suo amico rimediava i biglietti per andare a vedere tutte queste band al Newcastle City Hall ed insieme andavano a vedere tutte band che avevano dei chitarristi. Così i due videro i concerti di Dr. Feelgood, Manfred Mann, Scorpions, Rory Gallagher.
La prima band che Jeff abbia mai visto in concerto furono i Blue Öyster Cult nel 1977-1978. E finalmente nel 1979 il momento cruciale venne: ricevette una telefonata da un suo amico che gli disse di avere dei biglietti per il concerto di una band che si chiamava Judas Priest. Aveva sentito nominare i Priest, aveva sentito qualche brano, ma all'epoca era un grandissimo fan dei Kiss. Andò alla Newcastle City Hall, per il tour di The Killing Machine. E mentre guardò il palco, a sinistra, c’era la figura del chitarrista K.K. Downing che lo incantò letteralmente. Quello fu il momento in cui Jeff, dopo averlo guardato, si disse: «Quello è ciò che voglio fare! Quello è ciò che voglio fare!». E così fece: K.K. divenne il suo modello, il suo mentore, il suo eroe. Non ebbe però mai l'opportunità di incontrarlo. Da lì ci fu l’evoluzione dei Venom.

### Guillotine (pre-Venom) (1979-1980)
Jeff aveva una band chiamata Guillotine che vedeva Dave Blackman alla voce, Dean Hewitt al basso e Chris McPeters alla batteria. Tutti e tre i componenti mollarono la band, ma Jeff voleva continuare a suonare cercando di portare avanti la sua band, chiamando gli amici Dean Hewitt (basso) e Dave Rutherford (chitarra), a cui poi si aggiunsero Clive Archer (voce) e Tony Bray (batteria) degli Oberon, entrambi conosciuti a un concerto dei Judas Priest. Tuttavia, Dave Rutherford lasciò la band dopo poco tempo.
In seguito, Jeff Dunn conobbe Conrad Lant a casa di un'amica della sua fidanzata. La sua comitiva era solita uscire per andare in giro e ascoltare musica a casa di questa ragazza quando i suoi genitori erano fuori. In una notte in particolare, Jeff venne presentato al nuovo fidanzato di questa ragazza, che era Conrad. I due parlano per un po' e Jeff disse di avere una band dove suonava la chitarra. Gli disse anche che Dave aveva appena lasciato la band e quindi di essere anche alla ricerca di un altro chitarrista ritmico. Conrad accenna il fatto che sta facendo uno stage - grazie ai programmi governativi riguardo alle opportunità di occupazione per i giovani (Youth Opportunities Programme del governo di Margaret Thatcher) - agli Impulse Studios, di proprietà del fondatore della Neat Records, dove iniziò a lavorare preparando tè e caffè e cercando di raccogliere allo stesso tempo qualsiasi conoscenza in ambito di produzioni musicali heavy metal, fino a mettere mani sui nastri in qualità di assistente dell'ingegnere addetto alla registrazione e a curare le relazioni con le band locali in qualità di "A&R" (Artist and Repertoire). Così Jeff invitò Conrad ad una prova dei Venom in un sabato pomeriggio alla Westgate Road Church Hall per suonare cover di Judas Priest, Motörhead e UFO.
A pochi giorni dal loro primo show, il bassista Alan Winston lasciò band. Dato che il gruppo non riuscì a trovare in tempo un sostituto, Conrad Lant abbandonò la seconda chitarra per dedicarsi al basso. Il sound complessivo della band, inoltre, risultò abbastanza pieno da compensare la mancanza di un chitarrista ritmico.
La band intanto cambiò diverse nome girando con diversi nomi provvisori come Sons of Satan, Oberon e Schizoid ed era solita preparare spettacoli pirotecnici durante ogni prova, tanto da far saltare tutti i posti in aria. Perciò, essendo a corto di posti dove poter provare ed essendosi creati una cattiva reputazione con tutti i nomi usati, non fu più in grado di suonare ovunque a Newcastle e Jeff ripensò all'uso del nome "Guillotine". Così un giorno Conrad Lant e Antony Bray iniziarono a pensare, al riguardo, un nuovo nome per la band e si trovano entrambi d'accordo sul fatto che il nome che avevano non gli piacesse. Intanto il roadie che guidava il furgone della band, il quale era anche un biker, suggerì la parola "Venom" come possibile nome per il gruppo. Anche se il chitarrista Jeff non sembrò molto convinto del nome all'inizio, grazie alla pressione degli altri membri, cedette all'influenza e così la band cambiò nome da Guillotine in Venom (in inglese veleno).

A proposito del nome Jeff "Mantas" Dunn dirà in un'intervista: 
 La band si mostrò fin da subito principalmente influenzata dalla musica di Black Sabbath, Motörhead, Judas Priest e Kiss: lo stile della band si rivelò presto semplice, essenziale, veloce e "punkeggiante", ma anche molto pesante.
La band si esibì per la prima volta dal vivo come "Venom" il 15 febbraio del 1980, quando al Meth di Wallsend. Clive Archer si esibì con un face paint. Conrad prese in prestito un basso da un amico dello studio di registrazione in cui lavorava, e lo inserì nel suo amplificatore testata e cassa per chitarra, completo di pedali distorti ed effetti. Emerse un frastuono terribile e così nacque il sound del basso "bulldozer" ("ruspa" in Italiano).
Una delle idee che la band progettò in questo primo periodo consisteva nel fatto che Clive sarebbe dovuto andare fuori di scena per un cambio di costume e che Cronos avrebbe cantato la canzone Live Like an Angel [Die Like a Devil], cosicché Clive potesse tornare in scena per cantare Schizoid. Per qualche motivo Clive si sentì spaesato nella band e scelse di andarsene. Fu in questo momento che Cronos cantò nella traccia Live Like an Angel su richiesta di Mantas. Alla fine della sessione la band ebbe un incontro e Jeff e Tony espressero la preferenza verso lo stile vocale di Conrad, rispetto a quello di Clive; e così band decise di continuare in quel modo anche perché i loro stili vocali non erano poi così diversi. Inoltre, negli stessi giorni, Cronos, Mantas, e Abaddon distrussero il giardino dell'ormai ex cantante Clive Archer con fuochi d'artificio ed esplosivi. Clive ne aveva abbastanza riguardo all'intera situazione, anche se in realtà era già stato licenziato, tanto da lasciare persino il suo amplificatore a Cronos.

### Il successo con i Venom (1981-1986)
Il debutto discografico dei Venom fu il singolo del 1981 In League with Satan/Live Like an Angel, pubblicato dalla Neat Records. Più tardi quell'anno pubblicarono il loro debutto integrale, Welcome to Hell.
Benché registrato in modo rozzo con una musicalità a volte discutibile, Welcome to Hell ha avuto ancora una grande influenza sulle future band black e thrash. La musica dei Venom era più veloce e più dura della maggior parte dei contemporanei metallari e, anche se il satanismo e altri argomenti oscuri erano stati già citati nel rock, gli argomenti erano comunque stati raramente resi prominenti, e così i Venom pensarono di spingerli al massimo.
Il loro secondo album, Black Metal del 1982, viene citato come forse l'influenza più importante nello sviluppo di black metal, thrash metal, death metal e altri stili correlati che sono spesso raggruppati sotto l'ombrello di metallo estremo. Molti elementi di definizione di questi generi sono stati trovati per la prima volta nei testi e nei titoli di canzoni creati da Lant e dal suo stile di canto unico, nonché dal lavoro di chitarra e dagli assoli eseguiti da Dunn. Sebbene nessuno dei primi due album di Venom abbia venduto bene la loro versione originale, essi hanno ispirato i seguaci del culto fino ad oggi. Mentre molti dei loro pari NWOBHM (come gli Iron Maiden) avevano trovato misure di successo popolare o di critica (o come Def Leppard, si stavano allontanando dall'heavy metal andando verso l'hard rock), i Venom era ancorano considerato dai critici come "un trio di buffoni".
Nel tentativo di dimostrare il loro status di musicisti seri, i Venom registrarono At War with Satan nel 1984. L'epica title track di 20 minuti, con notevoli influenze progressive rock, prese il primo lato del disco. Il lato B era focalizzato sul "fuoco rapido", in cui erano noti i pezzi veloci da tre minuti classici dello stile degli album precedenti, inclusa la traccia Stand Up And Be Counted. Un video dal vivo, The Seventh Date of Hell: Live At Hammersmith Odeon, fu anche pubblicato quell'anno.
Nel 1985, i Venom pubblicarono il loro quarto album in studio, Possessed, che non ebbe il successo dei precedenti. A quel tempo i Venom avevano pubblicato diversi singoli (Warhead, Die Hard e Manitou per nominarne alcuni) e diversi EP (The Assault Series, tra cui Canadian Assault, American Assault e French Assault). Cronos e Abaddon apparvero nel video del Combat Tour Live: The Ultimate Revenge con Slayer ed Exodus. Un album dal vivo, Eine Kleine Nachtmusik, e un secondo video dal vivo, Alive in '85, furono pubblicati nel 1986.

### Pubblicazione dell'album solistaWind of Change(1988)
Nel 1986 Jeff lasciò i Venom per perseguire una carriera da solista pubblicando un album, intitolato Winds of Change, nel 1988. Intanto i Venom proseguirono con due nuovi chitarristi; Mike Hickey e James Clare, pubblicando un album leggermente più melodico e con un'attitudine più Glam chiamato Calm Before the Storm. L'album generò un malcontento tra i fan dei Venom e ciò portò Cronos a voler continuare la sua nuova direzione sonora come solista, considerando anche il fatto che Abaddon era diventato il tour manager degli Atomkraft e l'attività live dei Venom era in pausa.

### Rientro nei Venom (1989-1993, 1995-2002)
Dopo una fase di tour nel 1987 i Venom si sciolsero, Cronos andò negli USA insieme ai due chitarristi per proseguire da solista e Abaddon dopo un po' di tempo ottenne un contratto con la Music For Nation chiamando Tony Dolan detto "Demolition Man" e cercando poi di riportare Mantas nella band.
Con questa formazione, la band pubblicò l'album Prime Evil (1989) e dopo un anno una videocassetta live dello spettacolo registrato al Marquee Club intitolata Live '90. L'album ebbe un buon successo, ma i successivi Temples of Ice e The Waste Lands iniziarono a segnare il declino della line-up Demolition Man/Mantas/Abaddon. Inoltre Jeff collaborò con i Warfare nel 1992.
Nel 1995, i Venom videro il rientro del frontman Cronos e suonarono al Waldrock Festival nei Paesi Bassi, e il 25 maggio del 1996 la band ritornò nei Paesi Bassi per partecipare come headliner al Dynamo Open Air, di cui si può trovare il filmato dell'esibizione nel web. In questo concerto la band suonò davanti a ben 89.000 persone. Il 26 luglio dello stesso anno, la band suona negli USA al Milwaukee Metalfest XI davanti, mentre il 6 settembre la band suona in Grecia al Metal Invader Festival davanti a 6000 persone.
A tal punto, dopo un silenzio discografico di quattro anni, la band registra e pubblica l'EP Venom '96 con quattro brani ri-registrati e una nuova canzone: The Evil One.
Nel 1997 esce Cast in Stone per l'etichetta SPV/Steamhammer, che contiene anche un secondo disco contenente altre ri-registrazioni di dieci canzoni popolari della band del periodo degli anni ottanta.
Nel 2000, invece prese parte alle registrazioni dell'album Resurrection in Germania insieme al compagno di band Cronos e a suo fratello Anthony Lant che sostituì Abaddon. Dopo soli due concerti di supporto al nuovo lavoro in studio, tra cui la partecipazione al "Wacken Open Air 2000" come co-headliner insieme ai Thin Lizzy, Cronos ha un infortunio durante un'arrampicata in Galles con dei vecchi amici ex-marines e ciò lo costringe a ritirarsi, portando la band ad un periodo di pausa. I dottori prevedono due anni per il recupero, così Cronos dice al chitarrista Mantas di andare avanti con tutto quello che poteva e sfruttare al meglio questa volta, sapendo che i fosse la sua intenzione di fare un altro album da solista.

### Uscita dai Venom, attività solista, M-Pire of Evil e Venom Inc. (2002-oggi)
Nel 2002 Jeff "Mantas" comunicò le sue intenzioni di non voler più far parte della band e riprese l'attività della band solista insieme a Tony "Demolition Man" per l'album Zero Tolerance nel 2004. Mentre nel 2006 collaborò con la band happy hardcore Scooter durante il tour del loro album Who's Got The Last Laugh Now?.
Sempre nel 2006, si dedica alla madre gravemente malata fino al giorno della sua morte.
Nel 2010 ha fondato gli M-Pire of Evil insieme ad Antton, ai quali subito dopo si è aggiunto anche Demolition Man (tutti e tre ex componenti dei Venom) e con essi ha già pubblicato un album ed un EP.
Nel 2014 gli M-Pire of Evil si sciolgono per formare i Venom Inc. che è formata da Mantas (chitarra), Abaddon (batteria), e Demolition Man (basso e voce), nel 2017 pubblicano 2 singoli (Dein Fleisch e Avé) e ad agosto esce l'album intero che si chiama Avé
Il 30 aprile 2018, l'ex-chitarrista Mantas è stato portato in ospedale in ambulanza il dopo aver accusato un fortissimo dolore al petto. Successivamente stato sottoposto a un intervento chirurgico urgente a cuore aperto per un doppio bypass. L’intervento è andato a buon fine e il musicista è rimasto a riposo per qualche mese dall'attività live con i Venom Inc., riprendendo l'attività live il 4 agosto per il Porispere 2018.

## Altre attività e vita privata
Dunn è stato il proprietario della palestra di arti marziali "Fighting Fit", sita nel centro di Newcastle, per diciannove anni; aveva un socio e due istruttori e pare che il centro tenesse circa centodieci lezioni a settimana. È stato lui stesso istruttore ma ha dovuto smettere dopo un incidente che ha comportato un intervento al tendine d'Achille; la palestra tuttavia esiste ancora e uno dei ragazzi che lavorava per lui come insegnante ne è diventato il proprietario. Come da lui stesso affermato, se non ci fosse stata la musica nella sua vita l'insegnamento delle arti marziali avrebbe avuto la meglio su tutto.
Il chitarrista si allena dall'età di dieci anni: iniziò con il Judo quando andava a scuola, dal momento che il suo insegnante di chimica era una cintura marrone; successivamente si dedicò al Karate, al Taekwondo e all'Aikido, che indica come la sua preferita.
Ha una figlia nata nel 1988 che si chiama Sarah e un nipote nato da quest'ultima nel 2016 di nome Harry.

## Strumentazione

### Chitarre
- Ibanez Roadstar II Series (usata nel 1984)
- CSL Flying V
- Fender Stratocaster (Modificata con manico Telecaster)
- Ibanez RG (Nera)
- Ibanez RG (Blu)
- Ibanez Xiphos
- Steinberger Synapse
- Ibanez Destroyer DT 555
- Fret King SG
- Fret King Les Paul
- Capricorn Guitars
- Epiphone Flying V Korina 1958

### Amplificazione
- ENGL Amps
- Marshall Amps

## Discografia

### Venom
- 1981 - Welcome to Hell
- 1982 - Black Metal
- 1984 - At War with Satan
- 1985 - Possessed

- 1989 - Prime Evil
- 1991 - Temples of Ice
- 1992 - The Waste Lands
- 1997 - Cast in Stone
- 2000 - Resurrection

### Mantas
- 1988 - Winds of Change
- 2004 - Zero Tolerance

### M-Pire of Evil
- 2011 - Creatures of the Black (EP)
- 2012 - Hell to the Holy
- 2013 - Crucified

### Venom Inc.
- 2017 - Avé

The Mugshots (special guest)
- 2021 - Children Of The Night / The Call (Maxi Single)